# Adolphe Rome
Adolphe Rome   (Stavelot, 12 de juliol de 1889 - Korbeek-Lo, 9 d'abril de 1971) va ser un filòleg clàssic belga, interessat en les matemàtiques de l'antiga Grècia.

## Vida i obra
Rome era fill d'un professor de llatí i grec clàssic, primer a Stavelot i després a l'Athénée Royale de Malines. La família era molt culta i molt catòlica: els seus germans van ser també coneguts, un com arquitecte i l'altre com paleontòleg i una germana va ser metgessa (cosa molt rara en l'època). El 1906, en acabar els estudis secundaris amb un premi en matemàtiques, va ingressar al seminari de Malines per seguir la seva vocació religiosa. En destacar al seminari, va ser enviat a la universitat de Lovaina per estudiar filologia clàssica, tot i que la seva passió continuaven sent les matemàtiques. Ell mateix comentava que en aquell temps, la diòcesi tenia la costum d'enviar a estudiar teologia a la universitat al primer de cada promoció, al segon se l'enviava a estudiar filologia i el tercer podia escollir les matemàtiques. I jo vaig quedar segon!.
El 1914, quan estava a punt per a defensar la seva tesi doctoral, va esclatar la Primera Guerra Mundial i ell va ingressar a la Creu Roja i emigrar a Londres on va ser capellà dels refugiats belgues i mestre del St. Mary's College. El 1919, enmig d'una ciutat en ruines per la guerra, va defensar la seva tesi doctoral. Va trobar la forma de conciliar els seus interessos matemàtics amb la filologia clàssica i en la tesi va estudiar les funcions trigonométriques segons Heró d'Alexandria (segle primer).
Desde 1919 fins a 1922 va ser mestre d'escola, primer a Schaerbeek i després a Nivelles, mentre continuava les seves recerques i es preparava pel concurs de les beques nacionals. El 1922 la va obtenir i els dos anys següents va estar fent recerca al Institut històric belga de Roma on va tenir accés a nombrosos manuscrits matemàtics antics, sobre tot alexandrins. Els tres anys següents va estar a París, estudiant a la Biblioteca Nacional de França i fent de capellà de les Dames Benedictines de Dant Lluís del Temple.
El 1927 va ser cridat per la universitat de Lovaina per a encarregar-se de la càtedra de filologia clàssica, lloc en el que va romandre fins que una malaltia el va imposibilitar per la docència el 1959. Tot i així, no va abandonar les seves recerques fins poc abans de la seva mort el 1971.
El 1932 va ser un dels fundadors, juntament amb Jean Hubaux, Hubert van de Weerd i Hubert Philippard, de la revista L'antiquité classique, que encara avui continua sent una revista de referència en la recerca en filologia antiga.
La seva obra més important son els tres volums (1931, 1936 i 1943) dels Commentaires de Pappus et de Théon d'Alexandrie sur l'Almageste, dels que en fa una dissecció minuciosa, arribant-se a plantejar com funcionava la didàctica en els primers segles de la nostra era.